# Zhang Xizhe
Zhang Xizhe (23 de gener de 1991 a Wuhan, Hubei, Xina) és un jugador de futbol xinès. Juga en la posició de volant ofensiu i juga al Beijing Guoan de la Superlliga xinesa.

## Trajectòria
Zhang Xizhe va començar la seva carrera en el futbol al Beijing Guoan en la temporada 2009, fent el seu debut el 30 d'agost de 2009 en un empat 1-1 contra el Shandong Luneng. En la següent temporada, en un intent per guanyar més temps de joc, Zhang va ser cedit al Beijing Guoan Talent. Va fer el seu debut i va marcar el seu primer gol per al club el 12 de març de 2010 en una victòria 3-1 contra Geylang United. Va tornar al Beijing Guoan al juliol de 2010 i va marcar el seu primer gol per al club el 22 d'agost de 2010 en un empat 2-2 contra Henan Jianye. Va ser guardonat amb l'Associació xinesa de Futbol jugador jove de l'Any en la temporada 2012. La temporada de 2013 va ser una gran temporada de Zhang para en el Beijing, marcant onze gols i dotze assistències en trenta partits de lliga.
El 16 de desembre de 2014, Zhang és transferit al Wolfsburg després d'una altra temporada reeixida al Beijing Guoan. Zhang va fer el seu debut no oficial amb el Wolfsburg en un partit amistós d'entrenament per l'atur hivernal el 14 de gener de 2015 on va sortir de la banca per ajudar en el segon gol de Bas Dost en la victòria per 4-1 davant l'Ajax de Ciutat del Cap. A pesar que va ser convocat al primer equip en diversos partits, Zhang no va poder fer una sola aparició de Wolfsburg durant el seu temps amb el club.
El 15 de juliol de 2015, Zhang va tornar a la Xina al Beijing Guoan després de només sis mesos amb el Wolfsburgo. Va fer el seu debut en el retorn amb el club el 20 de juliol de 2015, en un empat 0-0 contra el Xangai SIPG. Va marcar el seu primer gol des del seu retorn el 20 de setembre de 2015 en la victòria per 1-0 contra el Jiangsu Sainty.

### Trajectòria amb Selecció
Zhang va ser cridat a la selecció sub-20 de l'equip nacional en 2009 i va participar en el Campionat Asiàtic Sub-19 de la fase de classificació del Campionat 2010, on va marcar dos gols en cinc partits. En el Campionat Sub-19 AFC 2010, va jugar en cada partit on va perdre en els quarts de final del torneig. El 29 de març de 2011, l'entrenador Gao Hongbo va decidir debutar a Zhang en l'empat 2-2 contra Costa Rica en un equip experimental que també va veure en la seva alineació a Lang Zhang, Jin Jingdao, Lü Peng, Dt. Chong Chong i Ye Weichao fer les seves primeres aparicions. Va marcar el seu primer gol amb la selecció xinesa el 6 de setembre de 2013 en una victòria 6-1 contra Singapur. [10] el 5 de març de 2014, Zhang va marcar de penal en el partit final de la Copa asiàtica 2015 amb marcador 3- 1 contra l'Iraq que va assegurar que la Xina va avançar a la Copa asiàtica 2015 com el millor tercer classificat, superant el Líban per diferència de gols.

## Palmarès
| Rendiment del club | Rendiment del club   | Rendiment del club       | Lliga   | Lliga | Copa                  | Copa                  | Copa de Lliga               | Copa de Lliga               | Continental | Continental | Total   | Total |
| Temporada          | Club                 | Lliga                    | Partits | Gols  | Partits               | Gols                  | Partits                     | Gols                        | Partits     | Gols        | Partits | Gols  |
| Xina               | Xina                 | Xina                     | Lliga   | Lliga | Copa Xinesa de Futbol | Copa Xinesa de Futbol | Superlliga xinesa           | Superlliga xinesa           | Àsia        | Àsia        | Total   | Total |
| ------------------ | -------------------- | ------------------------ | ------- | ----- | --------------------- | --------------------- | --------------------------- | --------------------------- | ----------- | ----------- | ------- | ----- |
| 2009               | Beijing Guoan        | Superlliga xinesa        | 1       | 0     | -                     | -                     | -                           | -                           | 0           | 0           | 1       | 0     |
| Singapur           | Singapur             | Singapur                 | Lliga   | Lliga | Copa de Singapur      | Copa de Singapur      | Lliga singapuresa de futbol | Lliga singapuresa de futbol | Àsia        | Àsia        | Total   | Total |
| 2010               | Beijing Guoan Talent | Superlliga xinesa        | 5       | 2     | 0                     | 0                     | 0                           | 0                           | -           | -           | 5       | 2     |
| Xina               | Xina                 | Xina                     | Lliga   | Lliga | Copa Xinesa de Futbol | Copa Xinesa de Futbol | Superlliga xinesa           | Superlliga xinesa           | Àsia        | Àsia        | Total   | Total |
| 2010               | Beijing Guoan        | Superlliga xinesa        | 8       | 2     | -                     | -                     | -                           | -                           | -           | -           | 8       | 2     |
| 2011               | Beijing Guoan        | Superlliga xinesa        | 28      | 1     | 4                     | 1                     | -                           | -                           | -           | -           | 32      | 2     |
| 2012               | Beijing Guoan        | Superlliga xinesa        | 25      | 4     | 2                     | 0                     | -                           | -                           | 5           | 1           | 32      | 5     |
| 2013               | Beijing Guoan        | Superlliga xinesa        | 30      | 11    | 3                     | 1                     | -                           | -                           | 8           | 0           | 41      | 12    |
| 2014               | Beijing Guoan        | Superlliga xinesa        | 29      | 6     | 3                     | 1                     | -                           | -                           | 7           | 0           | 39      | 7     |
| Alemanya           | Alemanya             | Alemanya                 | Lliga   | Lliga | DFB-Pokal             | DFB-Pokal             | Copa                        | Copa                        | Europa      | Europa      | Total   | Total |
| 2014-15            | VfL Wolfsburg        | Lliga alemanya de futbol | 0       | 0     | 0                     | 0                     | -                           | -                           | 0           | 0           | 0       | 0     |
| Xinesa PR          | Xinesa PR            | Xinesa PR                | Lliga   | Lliga | Copa Xinesa de Futbol | Copa Xinesa de Futbol | Superlliga xinesa           | Superlliga xinesa           | Àsia        | Àsia        | Total   | Total |
| 2015               | Beijing Guoan        | Superlliga xinesa        | 11      | 1     | 0                     | 0                     | -                           | -                           | -           | -           | 11      | 1     |
| 2016               | Beijing Guoan        | Superlliga xinesa        | 2       | 0     | 0                     | 0                     | -                           | -                           | -           | -           | 2       | 0     |
| Total              | Xina                 | Xina                     | 134     | 25    | 12                    | 3                     | 0                           | 0                           | 20          | 1           | 166     | 29    |
| Total              | Singapur             | Singapur                 | 5       | 2     | 0                     | 0                     | 0                           | 0                           | 0           | 0           | 5       | 2     |
| Total              | Alemanya             | Alemanya                 | 0       | 0     | 0                     | 0                     | 0                           | 0                           | 0           | 0           | 0       | 0     |
| Total Carrera      | Total Carrera        | Total Carrera            | 139     | 27    | 12                    | 3                     | 0                           | 0                           | 20          | 1           | 171     | 31    |